# Eudinoceras
L'eudinocerato (gen. Eudinoceras) è un mammifero erbivoro estinto, appartenente ai pantodonti. Visse nell'Eocene superiore (circa 40 - 33 milioni di anni fa) e i suoi resti fossili sono stati ritrovati in Asia.

## Descrizione
Questo animale era di grandi dimensioni, e poteva superare i 2,5 metri di lunghezza. Il solo cranio era lungo quasi 60 centimetri. L'aspetto generale del corpo era massiccio, con forti arti e una coda corta, e assomigliava al più noto Coryphodon. Da quest'ultimo si differenziava per la volta cranica più ampia e per l'insolita struttura presente nella parte anteriore del muso: al di sopra della zona dove alloggiavano i canini, infatti, il muso di Eudinoceras si allargava e si innalzava in una sorta di cupola ossea. I canini superiori erano lunghi e forti, come quelli di Coryphodon; i canini inferiori erano piuttosto divergenti. I premolari superiori erano dotati di un tubercolo interno a V, simile a quello presente in Dinoceras (da qui il nome Eudinoceras), ma il protocono era dotato di tubercoli e non aveva struttura selenodonte. I molari avevano la tendenza a essere lofodonti, vagamente simili a quelli dei tapiri, e non erano molto simili a quelli di Coryphodon. 

## Classificazione
Il genere Eudinoceras venne istituito da Henry Fairfield Osborn nel 1924, sulla base di un singolo dente rinvenuto nella zona di Kholobolchi (Mongolia Interna), che il famoso paleontologo americano ritenne simile a quelli dei dinocerati. Solo in seguito vennero scoperti fossili più completi che permisero una corretta attribuzione tassonomica al gruppo dei pantodonti. Oltre alla specie tipo, Eudinoceras mongoliensis, sono state attribuite a questo genere numerose altre specie rinvenute in Cina: E. crassum, E. sishuiensis, E. xintaiensis, E. youngi, E. zhichengensis.
Eudinoceras è un membro dei corifodontidi, un gruppo di pantodonti dalle forme pesanti e vagamente simili agli ippopotami, diffusi tra il Paleocene e l'Eocene. Sembra che all'interno della famiglia Eudinoceras fosse una forma piuttosto derivata. 

## Paleobiologia
Eudinoceras doveva essere un animale piuttosto lento, che mangiava foglie tenere e viveva in ambienti con una ricca vegetazione, forse sulla riva di fiumi e laghi.